# Panamerikanische Spiele 1995/Teilnehmer (Uruguay)
| Gelbes Symbol für Goldmedaillen mit stilisierten Olympischen Ringen | Graues Symbol für Silbermedaillen mit stilisierten Olympischen Ringen | Braundes Symbol für Bronzemedaillen mit stilisierten Olympischen Ringen |
| ------------------------------------------------------------------- | --------------------------------------------------------------------- | ----------------------------------------------------------------------- |
| 1                                                                   | 4                                                                     | 3                                                                       |

Uruguay nahm an den XII. Panamerikanischen Spielen 1995 in Mar del Plata, Argentinien, mit einer Delegation von 74 Sportlern teil. 
Die uruguayischen Sportler gewannen im Verlauf der Spiele insgesamt acht Medaillen, davon eine Goldene, vier Silberne sowie drei Bronzene.

## Teilnehmer nach Sportarten

### Basketball
- Luis Pierri
- Marcelo Capalbo
- Alain Mayor
- Luis Silveira
- Oscar Moglia
- Federico Garcín
- Gustavo Sczygielsky
- Jeffrey Granger
- Diego Losada
- Gonzalo Caneiro
- Marcel Bouzout
- Adrián Laborda

### Bowling
- Luis Benasús
- Roberto Barañano

### Eiskunstlauf
- Beatriz Hambeck
- Analía Barrios
- Germán Alvez
- Karina Rocha

### Fechten
- Aníbal Calcagno

### Gewichtheben
- Germán Tozdjián
- Edward Silva
- Alejandro Valentín
- Sergio Lafuente

### Judo
- Leonardo Steffano
- Willian Bouza
- Camilo Pereyra

### Kanu
- José Luis Umpiérrez
- Edmundo Conde
- Wilser Araújo
- Claudio Pimienta

### Karate
- María Laura Silvera
Kumite +52 kg: 3. Platz (Bronze)
- Judith Berrueta
- María Garibaldi

### Leichtathletik
- Ricardo Vera
- Juan Silva

### Pelota
- Horacio Guichón
Trinquete Pelota Cuero: 1. Platz (Gold)
- Pablo Baldizán
Trinquete Pelota Cuero: 1. Platz (Gold)
- Gustavo Hernández
Trinquete Pelota Goma: 3. Platz (Bronze)
- Laureano Barreiro
Trinquete Pelota Goma: 3. Platz (Bronze)
- Marcelo Almada
- Jorge Tourreilles
- Esteban Fagalde
- María Casella
Trinquete Pelota Goma: 2. Platz (Silber)
- María González
Trinquete Pelota Goma: 2. Platz (Silber)
- Héctor Lezcano
- Carlos Filippeli

### Radsport
- Fernando Britos
- Sergio Tesitore
- Milton Wynants
Punktefahren/Straße: 2. Platz (Silber) / 22-2 Punkte
- Gregorio Bare
- Gustavo Figueredo
50-km-Zeitfahren: 3. Platz (Bronze) / Zeit: 1:06:12.000

### Reiten
- Ricardo Monge
- Carlos Cola
- Edison Quintana
- Olavo Estevez
- Francisco Arocena
- Néstor Nielsen

### Rudern
- Gianfranco Percovich
- Daniel Salvagno
- Marcelo Trigo
- Rúben Scarpatti
- Jesús Posse
- Norberto Alvarez

### Schießen
- Luis Méndez

### Schwimmen
- Javier Golovchenko

### Segeln
- Ricardo Fabini
Snipe: 2. Platz (Silber)
- Roberto Fabini
Snipe: 2. Platz (Silber)

### Synchronschwimmen
- Ximena Pardiñas

### Taekwondo
- Julio Carbajal

### Tennis
- Marcelo Filippini
Nationen-Cup: 2. Platz (Silber)
- Diego Pérez
Nationen-Cup: 2. Platz (Silber)
- Claudia Brause

### Tischtennis
- Federico Rodríguez

### Wasserspringen
- Ana Carolina Itzaina[1][2]